# Alma Brasileira Trio
Alma Brasileira Trio é um trio musical formado por Celso Bastos, Ocelo Mendonça e Toninho Alves.

## Discografia
- Alma Brasileira Trio